# 범죄자들
《범죄자들》(The Delinquents)는 미국에서 제작된 로버트 알트만 감독, 제작의 1957년 드라마 영화이다.  감독의 고향 미주리주 캔자스시티에서 제작되었다. 감독의 데뷔 영화이자 주연 톰 터플린의 첫 영화이기도 하다.

## 출연

### 주연
- 톰 러플린
- 피터 밀러

### 조연
- 리처드 바카리안
- 로즈메리 하워드